# Alfredo Cunha

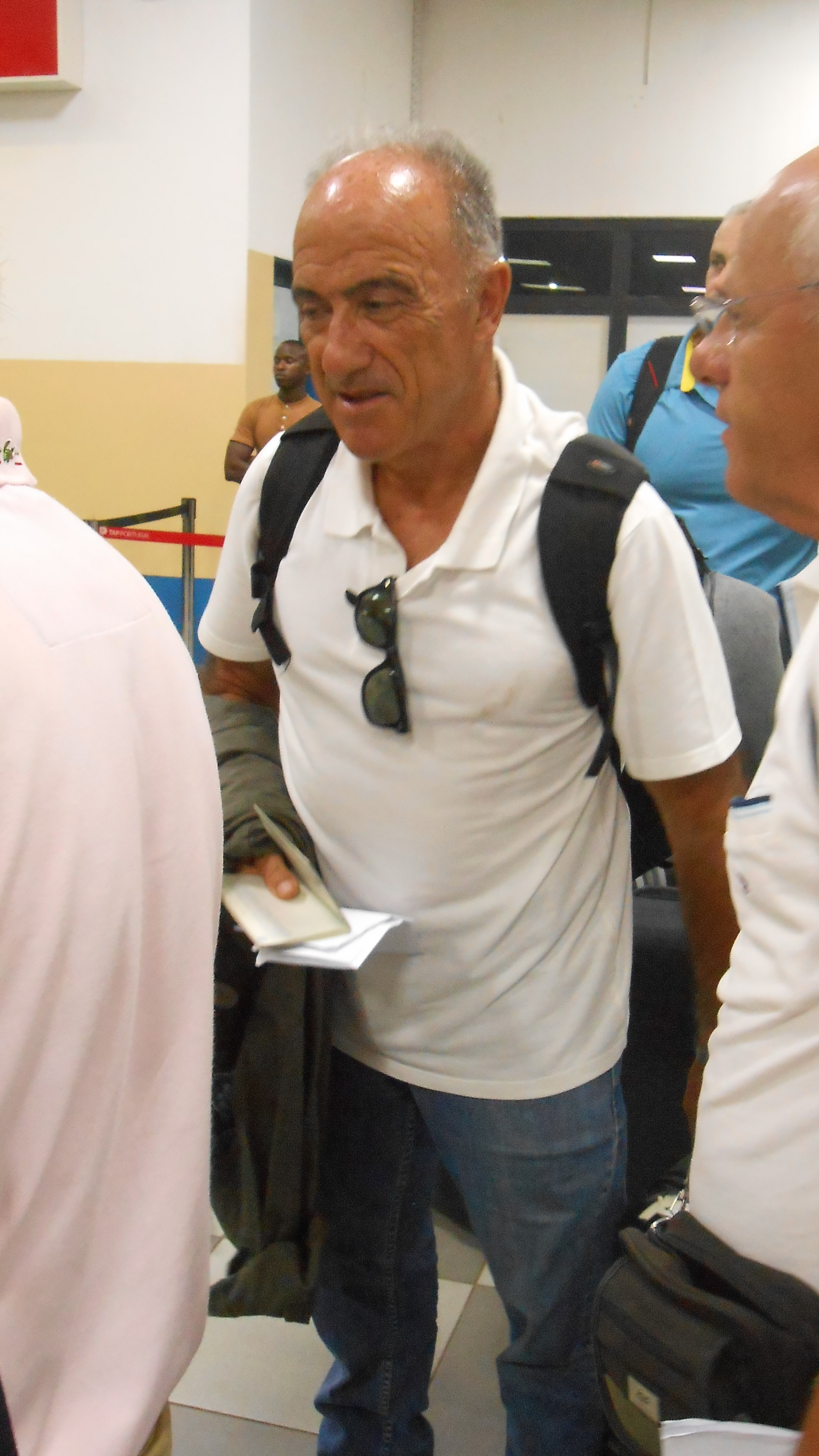
Imagen de Alfredo Cunha en 2017.

Alfredo de Almeida Coelho da Cunha (nacido en Celorico da Beira, 1953) es un fotógrafo portugués. Es uno de los más notables fotoperiodistas portugueses.

## Carrera
Su carrera profesional principiou en 1970, conectada inicialmente a la publicidad y fotografía comercial. Fue colaborador del periódico Noticias da Amadora (1971), integrando después los cuadros del periódico O Século y de su revista O Século Ilustrado, de Lisboa, en 1972. Se destacó como fotógrafo de la revolución de 25 de abril de 1974, captando algunas de las imágenes históricas del acontecimiento. También documentaría imágenes de la Descolonização, con la llegada de los "retornados" a Lisboa, en 1975. Trabajó después para la Agencia Informativa Portuguesa (ANOP), a partir de 1977, la Noticias de Portugal, a partir de 1982, y para la Agencia LUSA, resultante de la fusión de las anteriores, desde 1987. Fue también el fotógrafo oficial del Presidente de la República, general António Ramalho Eanes, de 1976 a 1978, como sería tras su sucesor, Mário Soares, de 1986 a 1996.
Trabajó también como editor de fotografía en el diario Público, de Lisboa, de 1990 a 1997, y del Grupo Edipresse, a partir de 1997. Fue después editor del Jornal de Notícias, del Oporto, de 2003 a 2012, y director de fotografía de la Global Imagens. Pasó a ser freelancer en 2012. Durante su carrera, documentó acontecimientos internacionales como la caída del régimen comunista en la Rumania, en 1989, y la Guerra de Irak, en 2003.
Recibió la Comenda de la Orden del Infante D. Henrique, en 1995.
La mayor exposición de su obra fue realizada con el título de Tempo Depois do Tempo. Fotografias de Alfredo Cunha, 1970-2017, reuniendo 480 fotografías de toda su carrera en la Galería Municipal de la Cordoaria Nacional de Lisboa, en marzo-abril de 2017. Está representado en el Centro Portugués de Fotografía de Oporto y en el Archivo Fotográfico Municipal de Lisboa, con 500 fotografías en papel y más de 5000 digitalizadas, todas a negro y blanco. Por opción personal, cultivó siempre la fotografía a negro y blanco, en detrimento de la fotografía la colores.
Autor e ilustrador de varios libros, de los cuales se destacan: Raízes da Nossa Força (1972), Vidas Alheias (1974), Disparos (1976), Sá Carneiro (1981), fotobíografia, Grandes Museus de Portugal (1992), coordenación de Jorge Cabello, Naquele Tempo (1995), O Melhor Café (1996), texto de Pedro Rosa Mendes, Porto de Mar (1997), A Norte (1998), O 25 de abril de 1974: 76 Fotografias e Um Retrato (1999), texto de Adelino Gomes, A Cidade das Pontes (2001), texto de David Pontes, Cuidado com as Crianças (2003), O Homem na Catedral (2003), de Eduardo Melo Peixoto, A Cortina dos Dias (2012), Os Rapazes dos Tanques (2014), texto de Adelino Gomes, Toda a Esperança do Mundo (2015), Felicidade (2016), Fátima - Enquanto Houver Portugueses (2017), Mário Soares (2017), fotobíografia.